# STS-109
STS-109 nebo HST SM-3B byla mise amerického raketoplánu Columbia, čtvrtá servisní mise raketoplánu k Hubbleovu vesmírnému dalekohledu. Byla to zároveň poslední mise Columbie, při které raketoplán bezpečně přistál na Zemi, necelý rok před poslední tragickou misí STS-107.
Protože předchozí servisní mise STS-103 musela odstartovat předčasně kvůli porouchaným gyroskopům dalekohledu, uskutečnily se během této mise i některé činnosti plánované na misi STS-103. Proto byl let označovaný i jako HST Service Mission 3B (předcházející mise měla označení HST Service Mission 3A). Hlavní cíle letu byly: výměna obou velkých solárních panelů dalekohledu, výměna energetické jednotky PCU (Power Control Unit), výměna kamery FOC (Faint Object Camera) za ACS (Advanced Camera for Surveys) a doplnění chladicího systému. V průběhu letu se uskutečnilo pět výstupů do otevřeného prostoru (EVA).

## Posádka
- Scott D. Altman (3) - velitel
- Duane G. Carey (1) - pilot
- John M. Grunsfeld (4) - letový specialista 1
- Nancy J. Currie (4) - letový specialista 2
- Richard M. Linnehan (3) - letový specialista 3
- James H. Newman (4) - letový specialista 4
- Michael J. Massimino (1) - letový specialista 5

V závorkách je uvedený dosavadní počet letů do vesmíru včetně této mise.

## Přípravy na start
Orbiter Columbie prošel po svém posledním letu STS-93, během kterého vynesl na oběžnou dráhu rentgenový dalekohled Chandra, generální opravou a modernizací Orbiter Maintenance Down Period. Úpravy probíhaly už od roku 1999, ale na Kennedyho vesmírné středisko se raketoplán vrátil až 5. března 2001. Z transportního letadla ho technici převezli do hangáru OPF-1. Začátkem listopadu 2001 dostala Columbie, nacházející se v hangáru OPF-3, trojici nových motorů SSME. V raketové montážní hale VAB se zatím sestavoval komplex složený z hlavní palivové nádrže pro raketoplán (ET) a startovacích motorů SRB. První start 14. února 2002 musel být odložen, protože kvůli problémům s gyroskopem Hubbleova dalekohledu byla do programu mise zahrnuta i jeho výměna. Příprava nové gyroskopické soupravy na Zemi a nácvik její výměny posádkou si vynutil odklad.
17. ledna 2002 technici Columbii v hale VAB připojili ke komplexu ET-SRB. Zároveň zjistili závadu na transportéru převážejícím raketoplán na rampu, a proto byl převoz na rampu odložen. Došlo k němu až 28. ledna. 31. ledna a 1. února proběhlo zkušební odpočítávání TCDT. 15. února dorazil na rampu náklad. Vlastní odpočítávání započalo ve stavu T -43 hodin 25. února 2002 v 10.00 místního času. Start byl odložen o jeden den, ne však pro technickou závadu, ale kvůli předpovědi nízkých teplot na kosmodromu. Nízká teplota při startu byla totiž jeden z faktorů, které způsobily havárii raketoplánu Challenger. Na zasedání 28. února bylo rozhodnuto, že Columbie odstartuje 1. března 11:22:02 UT. Počasí se již umoudřilo a další přípravy probíhaly hladce. 1. března ve 02:20 UT začali technici plnit nádrž ET pohonnými hmotami.

## Průběh letu

### Start

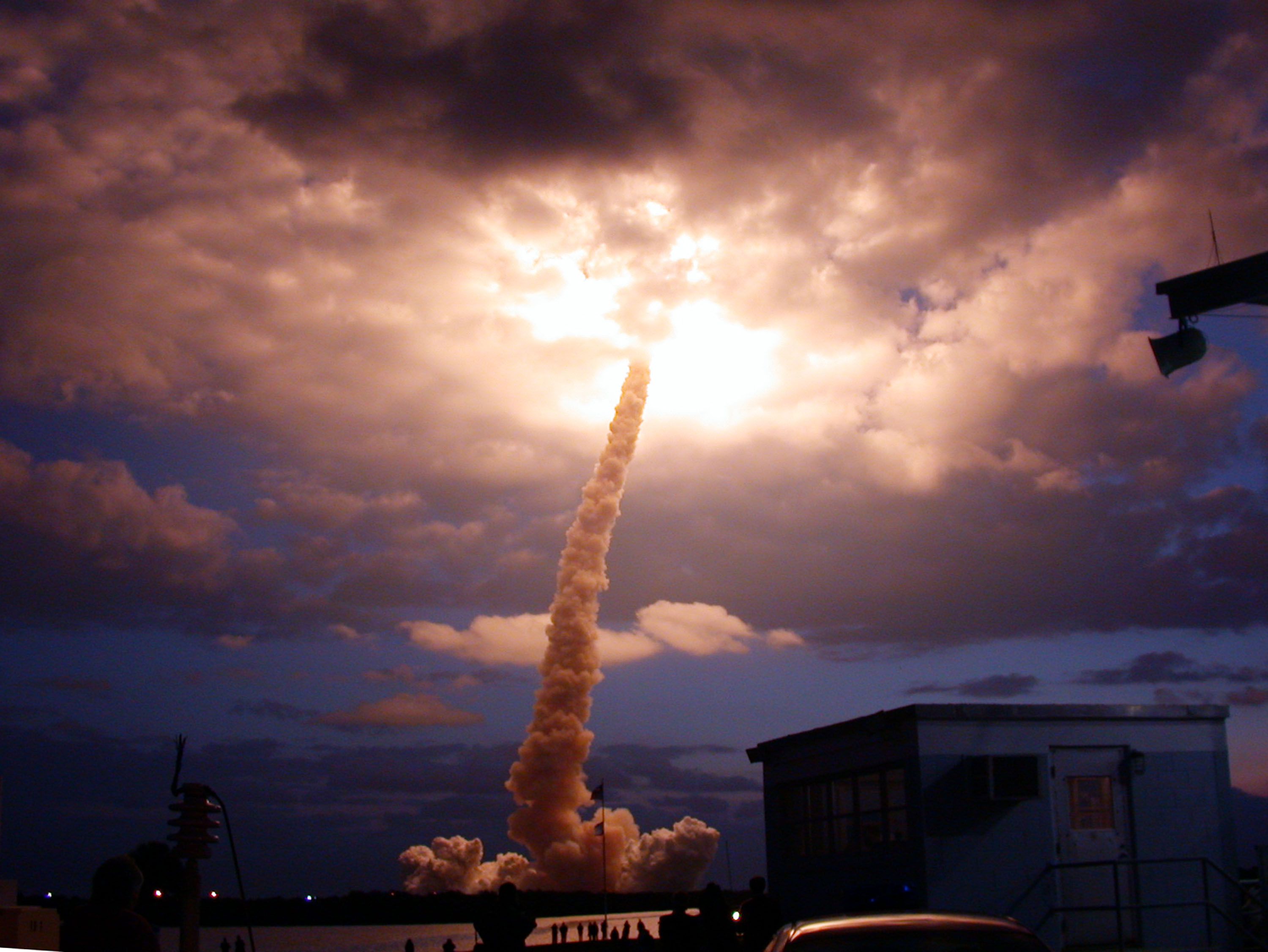
Raketoplán Columbia startuje skrz oblaka na misi STS-109

Start proběhl bez problémů 1. března 2002. Columbia se odpoutala od rampy v 11:22:02,080 UT, dvě minuty po startu se od ní oddělily startovací motory, které spadly do Atlantiku. T +510 sekund po startu se vypnuly i hlavní motory SSME a raketoplán byl na suborbitální dráze. Šest sekund po vypojení hlavních motorů, ještě před odhozením hlavní nádrže, však technici z telemetrie zjistili, že dochází k prudkém poklesu průtoku chladicího média v primárním okruhu termoregulačního systému. Přestože druhý okruh pracoval normálně, v minulosti by takovýto problém vedl k na návratu na Zemi. Vedení letu však dalo souhlas s podmínečným pokračováním mise. V čase 12:07:14 UT se zážehem orbitálních motorů OMS Columbia dostala na oběžnou dráhu ve výšce 199 až 574 km.

### Stíhání Hubblea
Okolo 13:20 UT byly otevřeny dveře do nákladového prostoru, čímž se zajistila normální funkce radiátorů umístěných ve dveřích. Díky tomuto kroku se průtok freonu chladicím okruhem optimalizoval. Protože se závada mohla po uzavření dveří opět objevit, povolení pro další pokračování letu zůstávalo stále jen podmínečné. V čase 15:58:03 UT a 16:44:12 UT Columbia uskutečnila dva korekční manévry pro stíhání dalekohledu.
2. března proběhla další korekce dráhy a začaly přípravy na plánované výstupy do otevřeného prostoru. Letoví specialisté také ověřovali funkčnost manipulátoru RMS a následně kamerou umístěnou na jeho konci zkontrolovali náklad. V ten den se ještě uskutečnilo v Houstonu zasedání, které mělo zhodnotit situaci s termoregulačním systémem. Rozhodnuti znělo pokračovat v letu.
3. března po dalších dvou korekčních manévrech se raketoplán dostal jen 15 km za dalekohled. Velitel Scott Altman postupně vyrovnal rychlost stroje s oběžnou rychlostí dalekohledu. V 08:52 UT klesla vzdálenost pod 100 metrů a v čase 09:31 UT Currieová dalekohled zachytila dálkovým manipulátorem. Družicová observatoř byla následně připojena k montážnímu stolu FSS v nákladovém prostoru raketoplánu.

### Oprava dalekohledu
První plánovanou operací bylo svinutí slunečných panelů a jejich výměna za nové. Z tohoto důvodu dalekohled astronauti nejprve připojili na palubní zdroje energie raketoplánu. Následně se panely natočili kolmo k podélné ose tubusu, což je nejvýhodnější orientace pro jejich zasouvání. Po skončení příprav v čase 13:20 UT dalo řídící středisko dalekohledu povel k zasunutí prvního panelu. Panel se zasunul až po resetnutí mikrospínače. S menšími problémy skončilo zasouvání obou panelů v 14:46 UT.

#### EVA-1
4. března začala vlastní oprava teleskopu. Grunsfeld a Linnehan v 06:37 UT vystoupili do otevřeného prostoru. Linnehan nejprve demontoval panel na pravoboku dalekohledu, zatímco Grunsfeld začal s demontáží starého diodového boxu. Potom dvojice astronautů namontovala nový box a následně i nový solární panel, který je sice menší, ale výkonnější. Po úspěšném dokončení všech plánovaných úkolů se astronauti v čase 13:26 UT vrátili do přechodové komory a v 13:30 UT za sebou uzavřeli vstupní průlez. První výstup trval 7 hodin 01 minut.

#### EVA-2
Druhý výstup absolvovali následující den Newman a Massimino. Newman začal s demontáží druhého starého solárního panelu a Massimino mezitím uvolňoval šrouby panelu kryjícího rozvodný blok PCU. Po odmontování solárního panelu v 07:51 UT byl starý panel umístěn do nákladového prostoru a nahrazen novým panelem. Uskutečnila se také výměna diodového bloku obdobně jako předešlý den. Dalším úkolem dvojice astronautů byla výměna gyroskopů RWA-1. Starý blok demontoval Massimino a Newman zatím připravoval nový blok gyroskopů na uvolnění z transportního nosiče. Po úspěšném výstupu končícím v čase 13:56 UT se astronauti vrátili do přechodové komory. Druhá EVA trvala 7 hodin 16 minut.

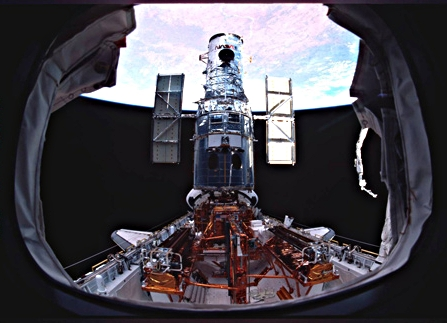
Pohled z kabiny pro posádku na dalekohled umístěný v nákladovém prostoru Columbie

#### EVA-3
6. března proběhl výstup označovaný jako nejobtížnější, protože jeho cílem byla výměna rozvodné jednotky PCU, která nebyla na výměnu na oběžné dráze vůbec stavěna. V průběhu příprav na výstup nastaly problémy, když astronaut John Grunsfeld zjistil těsně před zahájením výstupu, že z chlazeného spodního prádla jeho skafandru uniká voda. Tato voda slouží na odvod tělesného tepla astronautů do klimatizační jednotky na zádech skafandru. Vedení letu rozhodlo, že si Grunsfeld musí vzít novou horní polovinu skafandru. To oddálilo výstup a vedení letu uvažovalo o tom, že změní plán výstupu a namísto složité operace výměny rozvodné jednotky PCU by se při tomto výstupu nainstalovala kamera ACS, což je jednodušší a časově méně náročná operace. Přesto se změna plánu neuskutečnila a po nové kontrole skafandrů Grunsfeld a Linnehan v čase 08:27 UT začali třetí výstup do otevřeného prostoru.
Linnehan nejdřív odpojil konektory rozvodné jednotky. To byla složitá práce vzhledem k tomu, že byly na špatně přístupném místě. Posledních šest kabelů odpojil Grunsfeld a také vytáhl uvolněnou PCU z nitra observatoře. Linnehan umístil starou jednotku na transportní nosič v nákladovém prostoru. Grunsfeld vzal novou jednotku PCU, upevnil ji uvnitř dalekohledu a připojil k ní potřebné kabely. Následně se pustil do instalace pojistných bloků do čtyř podružných rozvodných skříní, které chrání jednotlivé spotřebiče dalekohledu. Po ukončení této činnosti připojili astronauti k rozvodné síti dalekohledu akumulátorové baterie a v nadplánu odstranili část nepotřebné tepelné izolace, jež chránila elektroniku dalekohledu před podchlazením v průběhu vypojení PCU. Výstup skončil v čase 15:16 UT a trval 6 hodin 48 minut.

#### EVA-4
7. března proběhl čtvrtý výstup do kosmu. Absolvovali ho Newman a Masssimino. Výstup začal v 09:00 UT. Cílem výstupu byla výměna staré kamery FOC (Faint Object Camera) za novou ACS (Advanced Camera for Surveys). Řídící středisko nejprve FOC vypojilo a potom astronauti uvolnili zámky na spodní straně dalekohledu a uvolnili kabely a šroubky držící starou kameru uvnitř přístrojového úseku dalekohledu. Newman potom starou kameru vytáhl a spolu s Massiminem přemístil novou kameru na místo instalace. Newman za asistence Massimina vložil ACS dovnitř a potom ji oba přišroubovali a zapojili kabely. Po ukončení práce s ACS umístili starou FOC do krytu, ve kterém byla na oběžnou dráhu dopravena ACS.
Následně Massimino vynesl k dalekohledu blok elektroniky pro řízení chladicího systému kamery NICMOS a namontoval ho. Po skončení montáže ještě zkontroloval uzavření dvířek, za kterými byl systém PCU a Newman odstranil zbývající panely tepelné izolace. Výstup skončil v čase 16:30 UT a trval sedm a půl hodiny.

#### EVA-5
Poslední, pátá vycházka, začala 8. března v 08:46 UT. Zúčastnili se jí Grunsfeld a Linnehan. Hlavní náplní výstupu byla instalace nového chladicího systému pro přístroj NICMOS, který nefungoval od roku 1999. Nový chladicí systém obsahoval neónový chladicí okruh. Jeho součástí byl i radiátor, který astronauti na HST namontovali rovněž při tomto výstupu. První usazení radiátoru však nebylo přesné, a proto ho astronauti museli odmontovat, znovu přesněji usadit a definitivně přišroubovat. Výstup EVA-5 trval 7 hodin 20 minut a skončil v 16:06 UT. Délka všech pěti výstupů byla 35 hodin a 55 minut, což je ze všech servisních misí nejvíce.

### Vypuštění Hubblea

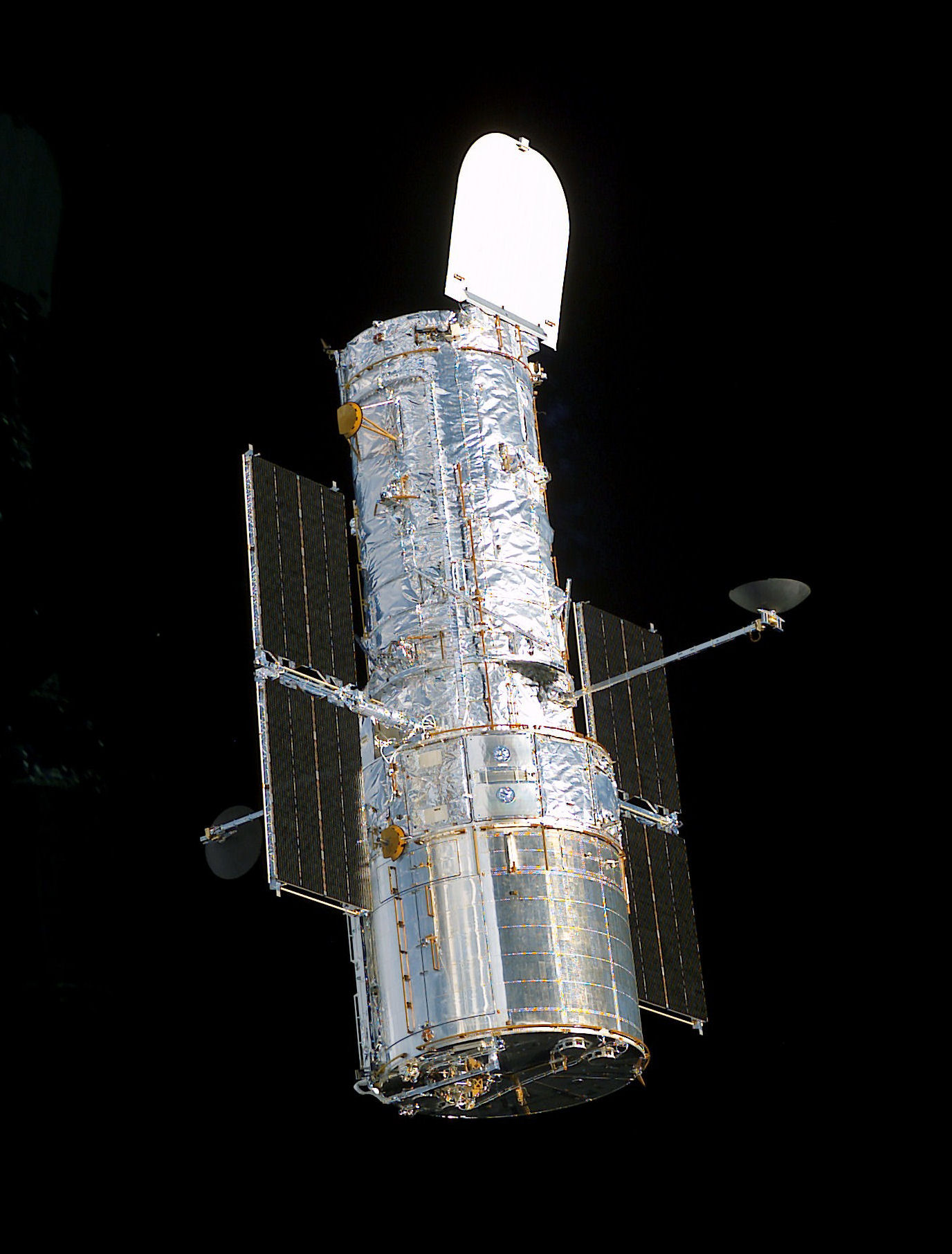
Hubblův dalekohled po opravě

Ještě tentýž den Columbia vykonala jeden korekční manévr, který zvýšil dráhu raketoplánu a připojeného dalekohledu o 5 kilometrů.
Dalekohled byl uvolněn 9. března po posledních prověrkách a úplném dobití jeho akumulátorových batérií. Massimino uchopil dalekohled dálkovým manipulátorem a po odpojení všech spojů mezi ním a raketoplánem ho zdvihl nad nákladový prostor. Minutu po jeho vypuštění vykonali piloti Columbie manévr, kterým se raketoplán od dalekohledu vzdálil.

### Přistání
Columbia obíhala Zemi po samostatné dráze ještě 10. března a 11. března, kdy se také uskutečnil rozhovor posádky raketoplánu s posádkou Mezinárodní vesmírné stanice zajišťovaný díky družici systému TDRS. 11. března začaly prověrky všech systémů. Vlastní přípravy na přistání začaly 12. března v 03:00 UT oživením potřebných částí počítačů a navigačních zařízení. V čase 05:54 UT dalo řídící středisko souhlas s přistáním na Floridě. Nákladový prostor raketoplánu se uzavřel, piloti přetočili raketoplán do polohy pro brzdící manévr a v 08:22:39 UT začal vlastní manévr trvající 244 sekund.
Columbia vstoupila do atmosféry v 09:01 UT nad Tichým oceánem. V čase 09:31:53 UT dosedla hlavním podvozkem na dráhu 33 a v čase 09:33:11 UT se zastavila.
Po ukončení mise trvalo ještě několik dní, než došlo k obnovení pozorovaní dalekohledem, protože nejdříve bylo nutné vyladit všechny systémy dalekohledu tak, aby jejich funkce byla optimální. První zkušební pozorování novou kamerou ACS s vědeckými cíli proběhly 2. dubna 2002.